# Synoicum parfustis
Synoicum parfustis is een zakpijpensoort uit de familie van de Polyclinidae. De wetenschappelijke naam van de soort is voor het eerst geldig gepubliceerd in 1917 door Ritter & Forsyth.